# Erşen Çilingir
Erşen Çilingir (* 19. Juni 1983 in Üsküdar) ist ein türkischer Fußballtorhüter, der für Kartalspor spielt.

## Karriere

### Vereinskarriere
Erşen Çilingir begann mit dem Vereinsfußball als Zehnjähriger in der Jugendabteilung von Kartalspor und erhielt dort im Sommer 1998 einen Profivertrag. Er spielte auf Anhieb als Stammspieler bei den Profis.
Nachdem er dort ein Jahr verbracht hatte, wechselte er zum Drittligisten Maltepespor. Nach vier Jahren bei diesem Verein spielte er bei Elazığspor und Yalovaspor.
Zur Saison 2010/11 wechselte er wieder zu Elazığspor und feierte mit diesem Verein am Ende seiner ersten Saison die Meisterschaft der TFF 2. Lig und damit den direkten Aufstieg in die TFF 1. Lig. In seinem zweiten Jahr kam er als Ergänzungsspieler lediglich zu einigen wenigen Einsätzen. Am vorletzten Spieltag schaffte man den sicheren Aufstieg in die Süper Lig.
Zur neuen Saison wechselte er zum Zweitligisten Kartalspor.

## Erfolge
- Mit Elazığspor:
  - 2010/11 Aufstieg in die TFF 1. Lig
  - 2010/11 Meisterschaft der TFF 2. Lig
  - 2011/12 Aufstieg in die Süper Lig